# Palais Valmarana
Le Palais Valmarana est une résidence urbaine sise Corso Fogazzaro, 16, à Vicence, en Vénétie, conçue par l'architecte Andrea Palladio (1508 - 1580).
Les villas de Palladio en Vénétie, ainsi que le centre historique de la ville de Vicence ont été inscrits sur la liste du patrimoine mondial de l'UNESCO en 1994, avec une extension deux années plus tard.

## Galerie

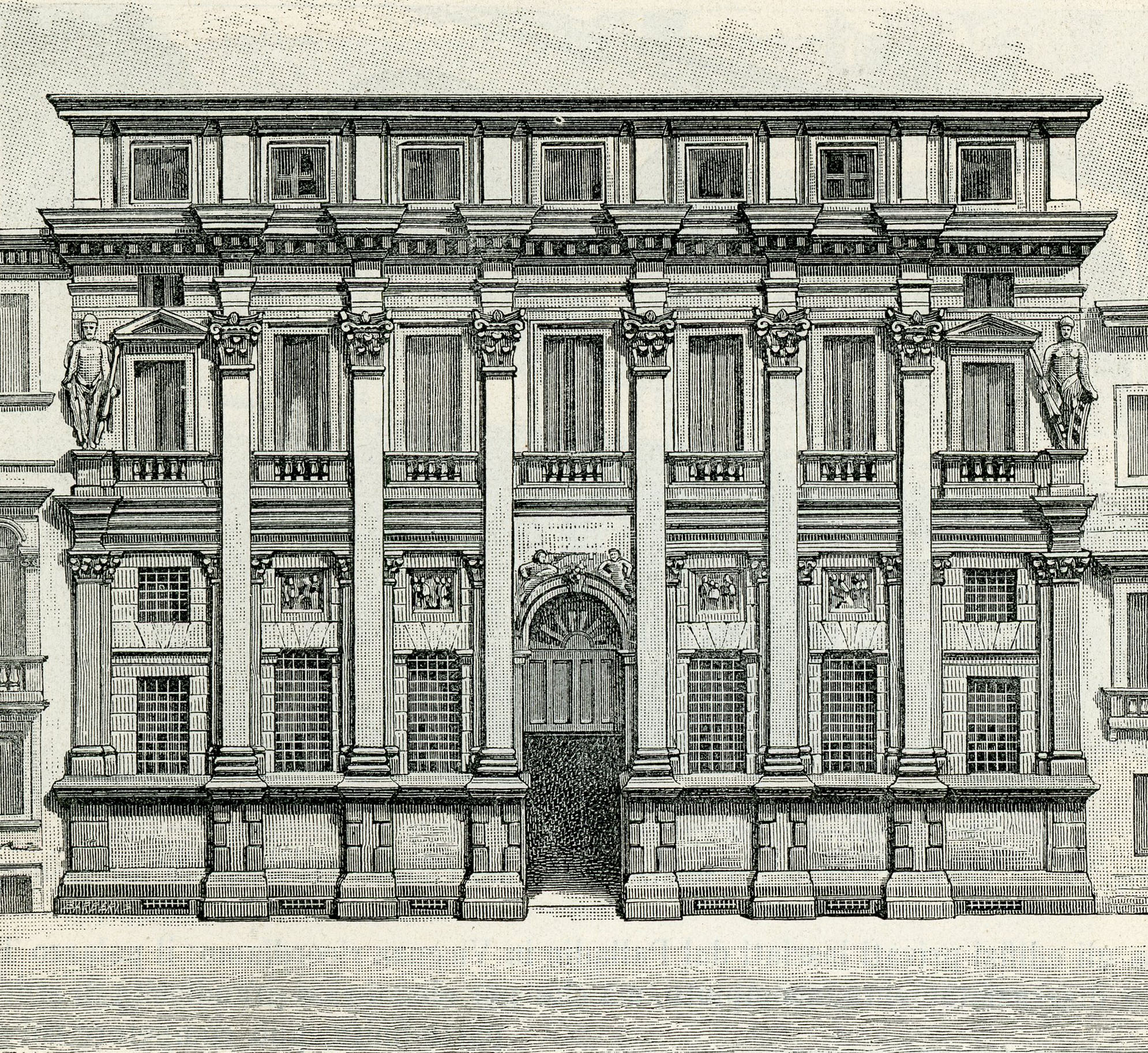
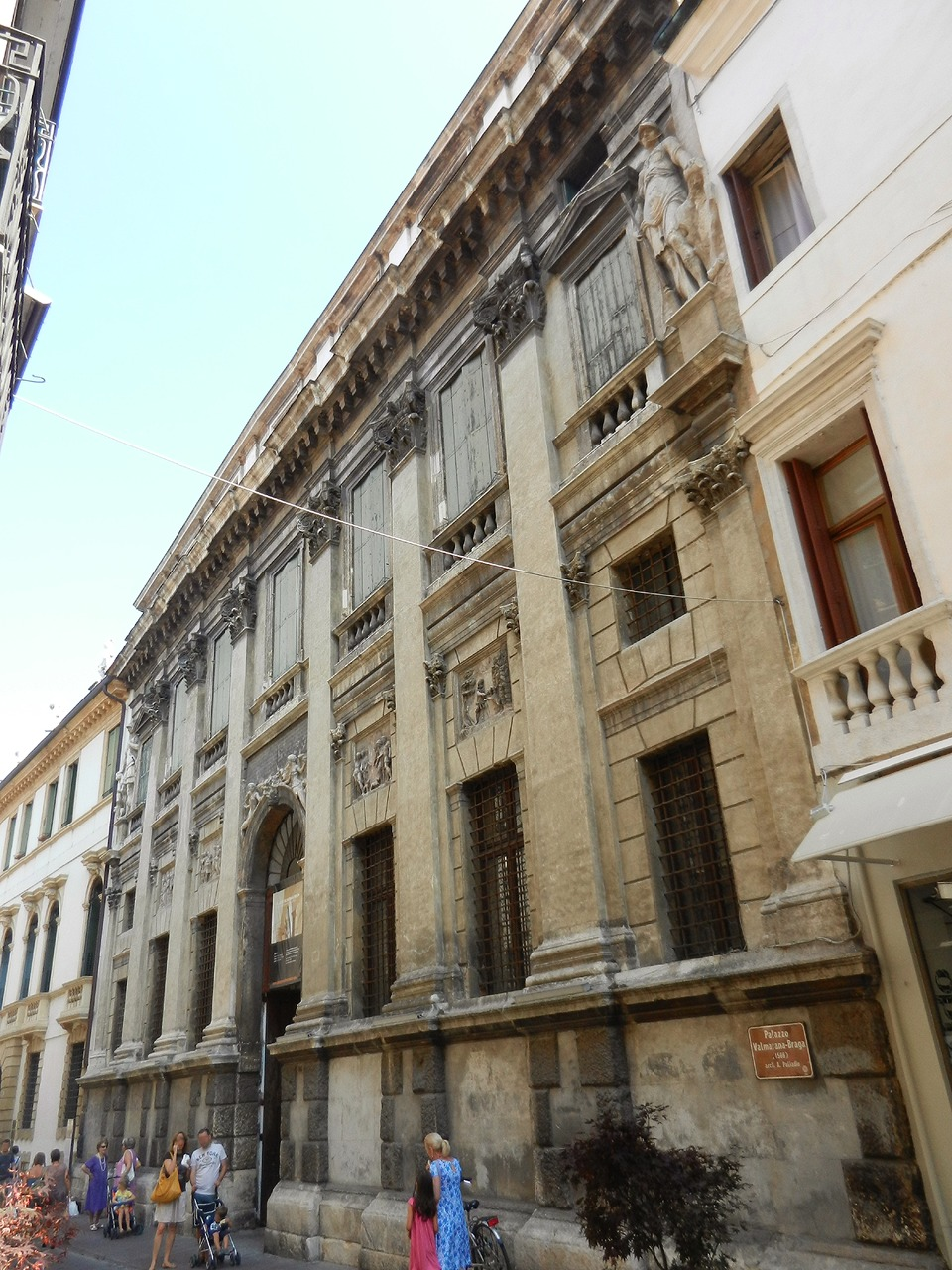
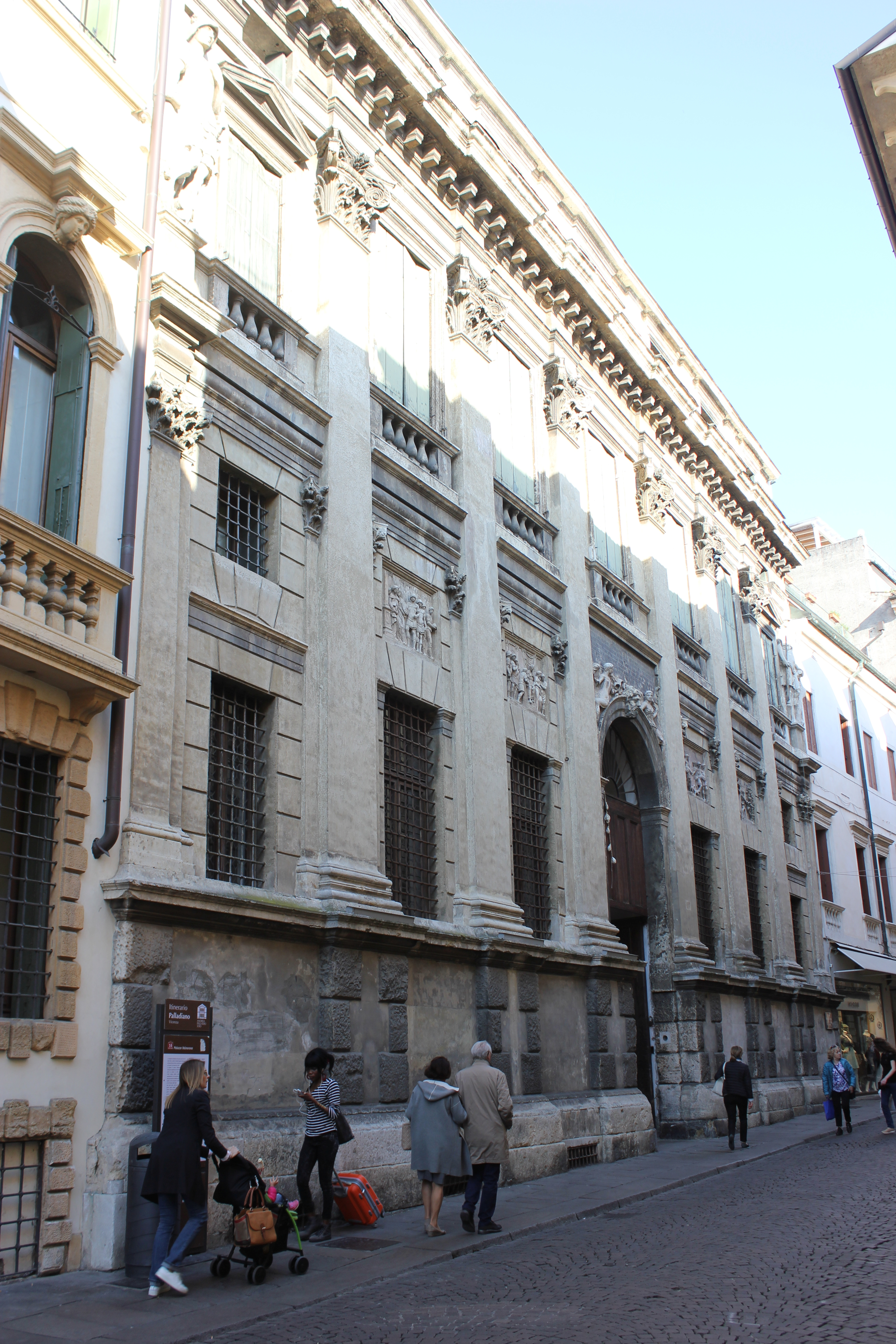

## Sources
- Palazzo Valamarana Braga, site officiel.
- (it + en) Palais Valmarana, CISA